# Anna Köhler
Anna Köhler (* 5. August 1993 in Lindenfels) ist eine deutsche Bobfahrerin und Skeletonpilotin.

## Karriere
Anna Köhler begann 2003 mit dem Skeletonsport und wechselte zehn Jahre später zum Bobsport. 2017 wurde sie Zweite bei der Junioren-Weltmeisterschaft. Als dritter Bob konnte sie sich zusammen mit Erline Nolte für die Olympischen Winterspiele 2018 in Pyeongchang qualifizieren, wo sie den 13. Rang belegten.